# Bruno Leali
Bruno Leali (né le 6 mars 1958 à Roè Volciano, dans la province de Brescia, en Lombardie) est un ancien coureur cycliste italien.

## Biographie
Bruno Leali fait partie de la « liste du personnel d'encadrement des sportifs » faisant l'objet d'une suspension, diffusée par l'Agence mondiale antidopage (AMA), en septembre 2015. Il est suspendu à vie de toute activité en relation avec des sportifs.

## Palmarès

### Palmarès amateur
- 1975
  - 2e du Gran Premio San Gottardo
- 1976
  - Trofeo Comune di Piadena
- 1977
  - Grand Prix Colli Rovescalesi
  - 2e de Langhirano-Schia
- 1978
  - Coppa Città di Bozzolo
  -  Médaillé de bronze du championnat du monde de cyclo-cross militaires

### Palmarès professionnel
- 1980
  - 5ea étape du Tour du Pays basque
  - 3e du Grand Prix de l'industrie et de l'artisanat de Larciano
- 1981
  - 5e de Tirreno-Adriatico
- 1982
  - 6e étape de la Semaine bergamasque
  - 2e de la Coppa Placci
  - 3e de la Coppa Bernocchi
- 1983
  - 2e du Tour du Trentin
  - 3e du Tour du Frioul
  - 3e de Milan-Vignola
- 1984
  - 18e étape du Tour d'Italie
  - 2e étape de la Ruota d'Oro
  - 2e du Tour de Toscane
  - 3e de la Ruota d'Oro
- 1985
  - Tour du Latium
  - 2e de la Coppa Placci
- 1986
  - 2e de la Coppa Placci
  - 3e du Mémorial Nencini
  - 7e du Tour des Flandres
- 1987
  -  Champion d'Italie sur route
  - 1re étape de Paris-Nice (contre-la-montre par équipes)
  - 3e étape du Tour d'Italie (contre-la-montre par équipes)
  - Coppa Agostoni
  - Trophée Baracchi (avec Massimo Ghirotto)
  - 2e du Tour du Frioul
  - 2e du Tour du Latium
  - 5e de Créteil-Chaville
  - 9e de Paris-Roubaix
- 1988
  - 2e du Mémorial Nencini
  - 3e du Trophée Luis Puig
- 1989
  - Semaine cycliste internationale :
    - Classement général
    - 3e étape
- 1990
  - 3e du Trofeo Laigueglia
- 1991
  - 4e étape du Grand Prix du Midi libre
  - 2e du Grand Prix de la ville de Camaiore
- 1992
  - 5e du Grand Prix de Zurich
- 1993
  - 3e de la Semaine cycliste lombarde

## Résultats sur les grands tours

### Tour d'Italie
14 participations
- 1980 : 65e
- 1981 : 28e
- 1982 : 52e
- 1983 : 20e
- 1984 : 20e, vainqueur de la 18e étape
- 1985 : 80e
- 1986 : 58e
- 1987 : 57e, vainqueur de la 3e étape (contre-la-montre par équipes)
- 1989 : non-partant (13e étape)
- 1990 : 120e
- 1991 : 70e
- 1992 : 18e
- 1993 : 15e,  maillot rose pendant 3 jours
- 1994 : 47e

### Tour de France
6 participations
- 1979 : 77e
- 1982 : 76e
- 1984 : 76e
- 1985 : abandon (16e étape)
- 1986 : 73e
- 1988 : 77e

### Tour d'Espagne
4 participations
- 1990 : non-partant (20e étape)
- 1992 : 88e
- 1993 : 51e
- 1994 : abandon (19e étape)